# Подольский, Марк Яковлевич
Марк Яковлевич Подольский (род. 1 сентября 1979, Электросталь) — германский математик и спортсмен-шашист. Профессор математики Люксембургского университета. Международный гроссмейстер, вице-чемпион мира по международным шашкам (2007), призёр чемпионата мира среди юношей по международным шашкам (1998), четырёхкратный чемпион мира среди кадетов и юниоров по русским шашкам (1993—1995), многократный чемпион Германии по международным шашкам.

## Биография и научная деятельность
Марк Подольский родился в Электростали Московской области в 1979 году в семье инженеров. Учился в местной школе № 3, затем в физико-математическом лицее № 8. В 1995 году эмигрировал с родителями в Германию и поселился в Бохуме, где после окончания гимназии поступил на математический факультет Рурского университета в Бохуме. Окончив учёбу за четыре года с отличием, в 2006 году защитил докторскую диссертацию на тему предельных теорем для стохастических процессов (научный руководитель Хольгер Детте). Над постдокторатом работал в университетах Орхуса (Дания) и Цюриха (Швейцария). В 2010—2014 профессор в Гейдельбергском университете по специальности «Теория вероятности и математика». В 2014—2020 профессор Орхусского университета в Дании. С 2020 профессор Люксембургского университета.
В круг интересов Подольского-математика входят асимптотическая теория, предсказания в случайных процессах (с практическим применением в статистике и физике), полумартингалы, методы Стейна и дробное интегро-дифференцирование. Публикуется с 2008 года в таких изданиях, как Journal of Econometrics, Annals of Statistics, Stochastic Processes and Their Applications, Bernoulli, Annals of Finance. Автор статьи о полумартингалах в «Энциклопедии финансовой математики» (2010).

## Спортивная карьера
С семи лет Марк занимался русскими шашками в электростальском клубе «Диагональ», куда пришёл вслед за сестрой Леной. Среди его тренеров в этот период были директор клуба В. Ф. Ильенко и Б. Б. Бронштейн. В 1993 году он выиграл проходивший в его родном городе первый чемпионат мира по русским шашкам среди кадетов (до 16 лет), выиграв все свои встречи в первых семи турах и обеспечив себе «золото» за два тура до конца чемпионата. В следующие два года он выиграл ещё один чемпионат мира среди кадетов и два чемпионата мира среди юниоров по русским шашкам.
Переехав в Германию, Подольский сменил спортивную квалификацию, начав играть в международные шашки. В 1998 году он поделил 1-3 место на чемпионате мира по международным шашкам среди юношей, проходившем в нидерландском Вурдене. В эти же годы он начал выигрывать и взрослые турниры и в середине 2000-х годов трижды становился чемпионом Германии. На клубном уровне он с 17 лет выступал в чемпионате Нидерландов за команду Эйндховена, а в дальнейшем перешёл в представляющую Вестерхар команду Witte van Moort. С этой командой он выигрывал нидерландскую лигу и становился призёром европейского клубного чемпионата.
С 2005 года Подольский представлял Германию на чемпионатах мира и Европы. Если на своём первом мировом первенстве ему не удалось пробиться в число финалистов, то на следующий год он уже закончил чемпионат Европы в Бовеце (Словения) на четвёртом месте, а ещё год спустя в Харденберге (Нидерланды) завоевал серебряную медаль чемпионата мира, лишь по дополнительному показателю уступив первое место россиянину Александру Шварцману. В дальнейшем, однако, научная работа стала занимать больше времени, и Подольский практически завершил спортивную карьеру в 2008 году. Свой последний турнир — клубный чемпионат Нидерландов — он выиграл в начале 2012 года.

## Участие в центральных турнирах по международным шашкам
| Год  | Уровень | Место проведения       | Турнир/матч             | Результат | Место      |
| ---- | ------- | ---------------------- | ----------------------- | --------- | ---------- |
| 2005 | ЧМ      | Амстердам, Нидерланды  | Турнир (групповой этап) | +3=6-0    | 4 в группе |
| 2006 | ЧЕ      | Бовец, Словения        | Турнир (швейц.)         | +3=7-0    | 4          |
| 2007 | ЧМ      | Харденберг, Нидерланды | Турнир                  | +6=13-0   | 2          |

1. ↑  При равном количестве очков с  Гунтисом Валнерисом уступил 3-е место в группе из-за меньшего количества побед и не прошёл в финал
2. ↑  При равном количестве очков с победителем —  А. Шварцманом — одержал меньше побед